# Воздушный мост блокадного Ленинграда

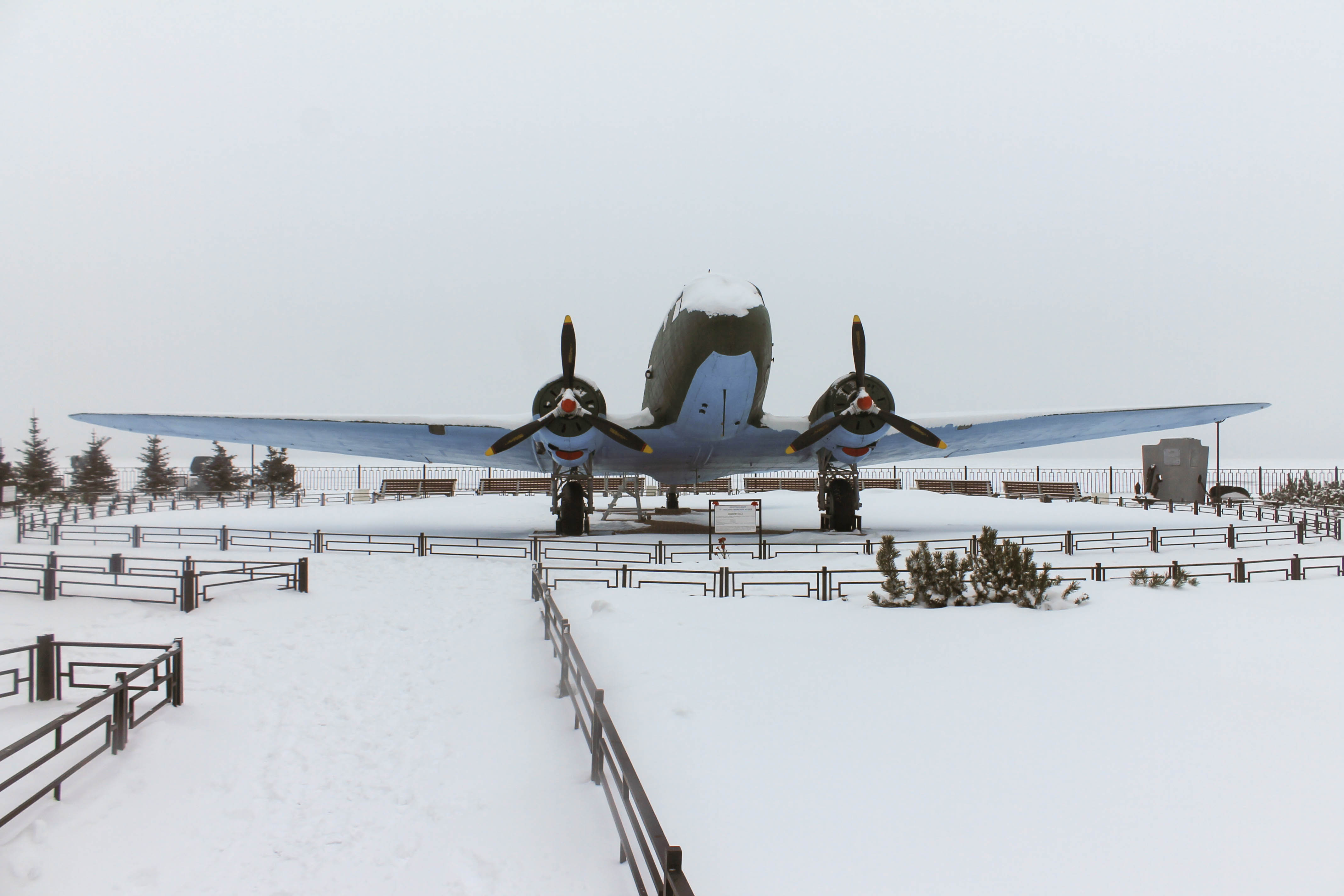
Самолёт Ли-2 в коллекции Ладожского отделения Центрального Военно-Морского музея. Ладожское Озеро, Всеволожский район, Ленинградская область, Россия

Воздушный мост блокадного Ленинграда — наряду с водными, ледяными и наземными путями, также во время блокады Ленинграда существовала «Воздушная Дорога жизни».

## История
Воздушная дорога жизни, Воздушный мост блокадного Ленинграда, Воздушный коридор — по-разному называют этот путь сообщения блокадного Ленинграда с «Большой землёй». Командующий ВВС Ленинградского фронта и 13-й воздушной армией генерал-полковник авиации С. Д. Рыбальченко свой рассказ-воспоминание озаглавил «Крылатые богатыри. Воздушный мост блокадного Ленинграда».
8 сентября 1941 года войска противника захватили Шлиссельбург и южный берег Ладожского озера. Тем самым все сухопутные пути были отрезаны. Также неприятель стремился парализовать судоходство по Ладожскому озеру. Воздушные бои шли на ближних и дальних подступах.
Вражеское командование для усиления натиска перебросило под Ленинград 1-й воздушный флот и 8-й авиакорпус. Количественное превосходство вражеских самолётов примерно в два раза. В ответ наше командование выделило треть исправных самолётов для прикрытия водного коридора, но этого по-прежнему было мало.
Также приоритетными задачами были защита города от массированных воздушных налётов и прикрытие с воздуха наземных войск. Эту задачу решал, в частности, 7-й истребительный корпус ПВО.
Большие потери самолётов и нехватка численного состава лётчиков. Лётчики-истребители совершали 5—7 боевых вылетов в день. Член Военного совета фронта А. А. Жданов приказал усилить патрулирование и охрану водного пути через Ладожское озеро, так как правительство приняло решение срочно навести воздушный мост. В результате связь с городом и поставки стали осуществляться водным и воздушным путями.
«Мёртвый сезон» — самый тяжёлый для города, так как водный путь уже невозможен, а ледовая трасса ещё не наморожена. В это время практически единственным путём сообщения со страной оставался «воздушный мост».
Горючего для самолётов не хватало. Было найдено решение: Транспортные самолёты отправляли с минимальным запасом топлива до ближайших аэродромов (в Хвойной и Подборовье). Тогда хватало на истребители сопровождения.
Транспортных самолётов было мало. Они использовались для доставки в осаждённый город продуктов питания, а также боеприпасов и ГСМ. В обратном направлении они вывозили из города людей, оборудование, снаряжение.
Были запрошены дополнительные самолёты.
20.09.1941 ГКО принял постановление «Об организации транспортно-воздушной связи между Москвой и Ленинградом».
В сентябре 1941 года лётчики совершали 60—70 боевых вылетов в месяц. Американские пилоты-истребители считали 30—40 вылетов запредельной нагрузкой.
В сентябре авиаполки понесли большие потери, как техники, так и личного состава лётчиков. В авиаполках оставалось по 3—4 неповреждённых самолёта. Пилоты от усталости иногда после приземления не могли самостоятельно выбраться из самолёта.
В начале октября к обороне Ленинграда присоединился полк тяжелых бомбардировщиков ТБ-3. Каждый ТБ-3 мог перевозить до 4 тонн груза. Присоединились также три эскадрильи Московской авиационной группы особого назначения. Эскадрилья С. Н. Шарыкина (Паголда), эскадрилья В. А. Пущиного (Хвойная), эскадрилья К. А. Бухарова (Подборье).
Транспортные самолёты вылетали группами по 6 или 9. Летели «клином», прикрывая друг друга. Также их прикрывали истребители сопровождения.
В небе над Ленинградом защитники города совершили более сорока таранов.
С октября 1941 по январь 1942 года транспортные эшелоны, конвоируемые лётчиками 286-го авиаполка П. Баранова, практически не понесли потерь.
Бой в районе Мги в июле 1942 года.

Шесть истребителей 286-го АИП против более 50-ти бомбардировщиков и 20-ти истребителей, возвращавшихся после бомбардировки (Волховского железнодорожного моста).
Три самолёта врага были сбиты. Наши пилоты Николай Устинов, Алексей Татарчук, В. Г. Обиралов, Иван Братушко, Михаил Горбачёв, Сергей Котельников (был ранен в этом бою), уже через два часа после боя были награждены орденами, а Котельников получил награду уже в госпитале, это был его первый бой.
Также лётчики в помощь 4-й армии под Тихвин перебросили из Ленинграда дивизию народного ополчения со все снаряжением, а в помощь 54-й армии под командование генерала Федюнинского перебросили около 3-х тысяч солдат и командиров.
Обстрел самолётов продолжался и на земле. Иногда уже поле приземления из самолётов с пассажирами на бору открывали пулемётный огонь и отражали нападение с воздуха, спасая людей. Однажды были подбиты и подожжены два наших самолёта над Ладожским озером. Лётчики К. Михайлов и Л. Овсянников сумели их посадить и спасти людей. Овсянников был тяжело ранен, но посадил самолёт у Ладожского канала, затем он с членами экипажа вывели около сорока пассажиров. Михайлову также удалось посадить самолёт и ликвидировать пожар.
25.12.1941 «Хлеба прибавили!» «Не видать фашистам Ленинграда…»
154-й ИАП (позже 29-гвард.) А. А. Матвеева
17.12.1974 над Ладожским озером произошли сразу два воздушных боя.
Их провели друзья командиры эскадрилий Пётр Пилютов и Пётр Покрышев.
На боевом счету этого авиаполка более 400 самолётов противника, около 1000 воздушных боёв, несколько тысяч вылетов боевого сопровождения,…
П. А. Пилютов, П. А. Покрышев, Н. А. Зеленов, П. Д. Зюзин, А. И. Горбачевский, К. И. Коршунов, И. С. Леонович, В. И. Матвеев, Г. Г. Петеров, А. Н. Сторожаков, С. А. Титовка, А. В. Чирков, Ф. М. Чубуков — все удостоены звания Героя Советского Союза.
П. А. Покрышев 17.12.1941 в бою сбил Ме-109Ф, так для наших авиаконструкторов и военных, попавшая в руки, новая модель имела большое значение.
08.1941—02.1942 железнодорожное сообщение с городом было прервано.
Первый поезд прошёл 07.02.1943 по наскоро проложенному временному железнодорожному пути — «Дорога Победы»/«Дорога Смерти».
Водные пути были также перекрыты. Со стороны Финского залива немецкими и финскими войсками. Ладожское озеро тоже, но оставался небольшой коридор, по которому можно было доставлять грузы и переправлять людей, за исключением "мёртвого сезона, когда навигация уже не возможна, а ледяная переправа ещё не наморожена.
Но и этот путь сильно зависел от погодных условий, постоянных бомбардировок,… Отсутствие достаточного количества плавсредств в период навигации и готовой инфраструктуры также осложняли задачу.
Автотранспортное сообщение, кроме как по льду было невозможно.
Ледяная переправа служила недолго. Сезон устойчивого льда короток, трасса быстро разбивалась колёсами гружёных автомобилей, приходилось лёд намораживать. Проталины и полыньи от бомб и снарядов также мешали сообщению.
Авиации приходилось работать днём и ночью практически в любых погодных условиях, даже когда авиация противника не рисковала осуществлять взлёты.
Но возможности авиационного моста были ограничены малой грузоподъёмностью и недостаточным количеством самолётов. В «мёртвый сезон» авиация оставалась единственным возможным путём сообщения.
11.09.1941 заместитель начальника Главного Управления Гражданского воздушного флота М. Ф. Картушев уже озвучивал предложения по организации маршрутов А. А. Жданову. Операция «Воздушный мост» началась. 13.09.1941 уже действовали первые маршруты. Постановление ГКО 20.09.1941 № ГКО-692сс.
ГКО постановил, что ежедневно в Ленинград должны перевозить воздушным путём не менее 200 тонн высококалорийных продуктов:
- 135 тонн концентратов каш и супов,
- 20 тонн копчёных колбас и свинины,
- 10 тонн сухого молока и яичного порошка,
- 15 тонн сливочного масла,
- 20 тонн топлёного сала и комбижира.

С 08.09.1941 по 01.01.1942 доставлено продовольствия в Ленинград:
- водным путём —25288 тонн,
- по льду — 15275 тонн,
- самолётами — 5182 тонны.

С 15.11.1941 по 22.11.1941 за неделю лётчиками было доставлено более 1500 тонн продовольствия.
Для подготовки наступления под Москвой Военный совет выделил более 800 миномётов и 200 пушек из Ленинграда. ГКО выделили для доставки 24 Ли-2, штаб ВВС обеспечил прикрытие истребителями. Ли-2 прибыли гружёными продуктами, а убыли с оружием.
По неполным сведениям только с сентября по декабрь 1941 года по «Воздушному мосту» в блокадный Ленинград было доставлено тысячи тонн продуктов и других грузов. А также эвакуировано:
- 50000 жителей, из них 20000 высококвалифицированных рабочих, несколько тысяч раненых,
- 100 артиллерийских орудий и миномётов, 138 тонн почты.

За время войны исключительно воздушно-транспортным путём в город также доставлялись: консервированная кровь, газетные матрицы, почта.
С 13.09.1941 по 25.12. 1941 (по данным выставки в Музее Исторический парк «Россия — Моя история»)
Было задействовано 40—45 транспортных самолётов,
Потери: 9—10 Ли-2
Перевезено:
6186,6 тонн грузов из них 4325 тонн продовольствия, 1861,6 тонн боеприпасов.
Общее количество вылетов 3115 рейсов в Ленинград и обратно.
За время проведения операции было потеряно 10 боевых самолётов и 28 лётчиков из 32.
Погибшие на боевых вылетах лётчики-истребители: М. Д. Устинов, Н. В. Евтеев, И. В. Кукишев, Л. З. Муравицкий

## 13-я воздушная армия
13-я воздушная армия (13-я ВА) — оперативное объединение Военно-Воздушных Сил СССР, предназначенное для совместных действий с другими видами Вооружённых Сил и родами войск (сил) ВС СССР, а также решения самостоятельных оперативных и стратегических задач.
- в составе Ленинградского Фронта — 25.11.1942—24.07.1945.
- в составе Ленинградского военного округа — 24.07.1945—10.01.1949.

### Командный состав
- Рыбальченко, Степан Дмитриевич — командующий, генерал-полковник авиации
- Иванов, Андрей Андреевич — заместитель командующего, генерал-майор авиации
- Алексеев, Александр Николаевич (генерал) — начальники штаба армии генерал-майор авиации

## Аэродромы
Многие аэродромы оказались под постоянными обстрелами и у линии фронта.
Возникла необходимость в срочном строительстве новых. Было принято решение начать строительство аэродрома «Смольное».
- Комендантский аэродром Обстреливался и бомбился круглосуточно.

Принимал транспортные самолёты.
- Смольное был построен на бывшем гороховом поле. Гитлеровцем не удалось его обнаружить[3]. Аэродром Смольное за сутки принимал и отправлял до 120 самолётов (Ли-2, ТБ-3).
- Паголда
- Кайвакс
- Новая Ладога.
- Хвойная
- Подборовье
- Великое Село
- Большой Двор
- Шибенец
- Кашин
- Плеханово
- Кушаверы[4]

## Ремонт самолётов
Авиатехники — скромные и незаметные труженики войны. Для увеличения дальности полётов авиатехники придумали устанавливать дополнительные подвесные бензобаки, а также для увеличения огневой мощи — дополнительные реактивные балки, увеличив количество реактивных снарядов до шести. Всё это в тяжелейших условиях голода, холода и недосыпа.
Авиация несла очень большие потери, как самолётов, так и лётчиков. За первые четыре месяца боёв за Ленинград потери составили несколько сот лётчиков. Потери в технике были тоже велики. Много самолётов были в боях сбиты или требовали капитального ремонта. Многие лётчики остались без самолётов. Новых самолётов прибывало очень немного. Проблема ещё состояла в том, что эвакуированные заводы ещё были в пути и(или) не успели развернуть выпуск новых самолётов.
Пришлось в полевых и стационарных мастерских наладить ремонт. Нахватало оборудования, инструментов, материалов, оснастки…, но героическими усилиями советских мастеров, инженеров, техников,… в кратчайшие сроки был восстанавливали повреждённые и сбитые самолёты. Авиатехники выезжали ночью на машинах и собирали сбитые наши и немецкие самолёты. Из них в авиамастерских рождались «новые» самолёты.
Например, лётчик 286-го ИАП Михаил Горбачёв был сбит над Ладогой, впоследствии на своём восстановленном самолёте совершил ещё более 60-ти боевых вылетов, а 06.1942 принял бой с 50-ю самолётами противника, за что был награждён орденом Красного Знамени.
За два-три месяца работы авиаремонтникам удалось вернуть в строй более 50-ти самолётов.
Секретарь Ленинградского горкома партии А. А. Кузнецов сказал организовать дополнительное питание рабочим авиамастерских и обещал посодействовать с обеспечением оборудованием и материалами.

## Знаменитый127-й полк
- В. В. Пузейкин — майор, командир 127-го истребительного авиационного полка. Опытный боевой лётчик. До переброски на Ленинградский фронт совершил 42 боевых вылета. До этого воевал в Испании, совершив 255 вылетов. Почти вся его семья находилась в блокадном Ленинграде.
- Л. З. Муравицкий (с Пузейкиным) старший лейтенант 127 Герой Советского Союза.
- Сергей Путяков (с Пузейкиным) 127.

Лётчики 127-го полка дважды вступали в бой с превосходящими силами противника и побеждали.

От имени командующего ВВС была разослана телеграмма (во все авиачасти фронта):
"Семь лётчиков-истребителей подполковника Пузейкина на участке действия частей Федюнинского 20 марта 1942 года вели воздушный бой с девятью «Ю-88» и шестью
«Ме-109. В итоге боя два „Ме-109“ и три „Ю-88“ были сбиты; с нашей стороны потерь не было. Эта же группа на другой день, 21 марта, вела воздушный бой пятнадцатью „Ме-109“ и восьмёркой „Ю-88“. В итоге боя сбиты четыре „Ме-109“ и два „Ю-88“; наших потерь нет. Лётчик Белов, являясь командиром группы, 21 марта в воздушном бою получил ранение в ногу, но несмотря на это, привёл свой самолёт на аэродром и благополучно посадил машину.
Действий мужественной семёрки, руководимой суворовским правилом „воевать не числом, а умением“, ставлю в пример всем лётчикам ВВС Ленинградского фронта… Командование ВВС фронта горячо поздравляет славную соколиную семёрку лётчиков с их блестящей победой над воздушными фашистскими пиратами. Уверены, что вы и впредь своими молниеносными, острыми и разящими ударами будете приближать день освобождения великого города Ленина от блокады…
Лейтенантам * Белову, Бондарцу, Савченко, Плавскому, Трещеву, Горшихину, Петренко объявляю благодарность, представляюих к правительственной награде».
— «Белые ночи» (альманах) 1978. С. Д. Рыбальченко. Крылатые богатыри. Воздушный мост блокадного Ленинграда
20.03.1942 9 — «Ю-88», 6 — «Ме-109»

Сбиты:
- «Ме-109» — 2.
- «Ю-88» — 3

Потерь — нет.

21.03.1942 8 — «Ю-88», 15 — «Ме-109»

Сбиты:
- «Ме-109» — 4.
- «Ю-88» — 2

Потерь — нет.

Лейтенанты:
- Белов — командир группы
- Бондарец
- Савченко
- Плавский
- Трещев
- Горшихин
- Петренко
- Получили благодарности и были представлены к наградам.-->

Д. В. Кузнецов — лётчик Московской авиагруппы. Его портрет был вывешен на Невском проспекте во время блокады. Сделал наибольшее количество рейсов в блокадный Ленинград.
За один день он совершил 6 рейсов в Ленинград и обратно в Новую Ладогу, доставив 20 тонн.
…

 Из донесений

«19 ноября Д. В. Кузнецов взял на борт свыше трёх тонн продовольствия и, несмотря на нелётную погоду, частичное обледенение машины, мастерски выполнил слепой полёт, приземлившись на Комендантском аэродроме».
«21 ноября самолёты группы Кузнецова доставили защитникам города 211,8 тонны продовольствия, отлично выполнили задания в составе группы Кузнецова командиры экипажей Ли-2 В. И. Шутов, И. Г. Мосалев, А. Д. Калина, В. И. Заерко, М. Я. Бычков, Г. К. Кожевич, И. И. Селезнёв, Н. Н. Симаков».
— «Белые ночи» (альманах) 1978. С. Д. Рыбальченко. Крылатые богатыри. Воздушный мост блокадного Ленинграда
Именно лётчиками Д. В. Кузнецова было предложено заменить тяжёлую деревянную тару на лёгкие бумагу, фанеру, мешковину. Советская промышленность тут же наладила выпуск прессованного мяса в удобных блоках по 20 кг.
Благодаря примеру и предложениям Кузнецова время погрузки и разгрузки самолётов сократилось, что позволило организовать дополнительные рейсы. Также увеличился вес перевозимого каждым самолётом груза на 50—70 кг, что в условиях голода было весьма существенно. Из салонов самолётов убрали всё «лишнее»: подогреватели, запчасти, скамьи… Недозаправка топливом самолётов на обратном пути позволила каждым рейсом вывозить на 5—6 человек больше.
21 ноября лётная группа Дмитрия Кузнецова из 9-и ПС-84 совершила 5 рейсов в Ленинград. Это был рекорд!
Портрет капитана Д. В. Кузнецова на Невском проспекте был вывешен во время блокады. Кузнецов выступил инициатором соревнования лётчиков за увеличение количества продовольственных рейсов в Ленинград и за наибольшую загрузку самолётов.

## Самолёты РККА
- 7-й истребительный авиационный корпус ПВО
- 6-й особый отряд ГВФ.
- С конца сентября 1941 года Особая северная авиационная группа.

(А. А. Лаврентьев — командующий группой, В. П. Лёгостин — комиссар, Я. Г. Жигалев — начальник штаба, Г. И. Москвин — главный инженер)
- С октября 1941 года Балтийский авиационный отряд.
- Московская авиационная группа (три эскадрильи Ли-2)
- Московская авиагруппа особого назначения (командир С. Н. Шарыкин) (МАГОН);
- Особая северная авиагруппа гражданского воздушного флота СССР (командир А. А. Лаврентьев);
- Истребительная авиация ВВС Ленинградского фронта (командующий А. А. Новиков);
- Истребительная авиация Краснознамённого Балтийского флота (командующий М. И. Самохин);
- 7-й тяжелобомбардировочный авиаполк (командир В. И. Лабудеев) с временно подчинённой 39-й отдельной тяжёлой бомбардировочной авиационной эскадрильей (командир И. С. Аграновский).
- и др.

Из резерва Ставки Верховного главнокомандования направлены три истребительных полка в целях сопровождения транспортных самолётов.
- 127-й полк. (В. В. Пузейкин — майор) (Белов, Бондарц, Савченко, Плавский, Трещев, Горшихин, Петренко)
- 286-й полк. (П. Н. Баранов — майор)(А. Г. Татарчук (командир эскадрильи), А. Т. Башкиров, В. Г. Захаров, В. Г. Обиралов (командир эскадрильи), А. Г. Алексеенко, А. Хоняк, П. Волнухин, В. Черепанов, И. Салаженко)
- 154-й полк. (А. А. Матвев — батальонный комиссар). С ноября 1942 — 29-й гвардейский полк.

### Типы самолётов

Ли-2 (ПС-84) — советский поршневой пассажирский и военно-транспортный самолёт.
ТБ-3 (АНТ-6) — советский тяжёлый бомбардировщик.
- ТБ-7 (Пе-8, АНТ-42) — советский четырёхмоторный тяжёлый бомбардировщик дальнего действия.
- ПР-5 — лёгкий транспортный самолёт.
- Р-10 (ХАИ-5) — советский многоцелевой одномоторный самолёт-разведчик
- К-5 — советский пассажирский самолёт.
- У-2 — советский многоцелевой биплан.
- МБР-2 — советская летающая лодка.
И-15 — советский одномоторный истребитель-полутораплан.
- И-16 — советский одномоторный истребитель.
- И-153 — советский поршневой истребитель.
- Ил-2 — советский штурмовик.
МиГ-3 — советский высотный истребитель времён Второй мировой войны, основной ночной истребитель ВВС СССР во время Великой Отечественной войны.
- ЛаГГ-3 — одноместный одномоторный поршневой истребитель-моноплан.
- Як-1 — советский одномоторный самолёт-истребитель.
- Як-4 — советский лёгкий разведчик-бомбардировщик.
- Як-7 — советский одномоторный самолёт-истребитель.
- Пе-2 — советский пикирующий бомбардировщик.
- ДИ-6 — советский двухместный истребитель.
- Р-40 (Томагавк амер.)
- СБ — скоростной фронтовой бомбардировщик.
- Ар-2 — советский двухмоторный пикирующий бомбардировщик цельнометаллической конструкции.
- Су-2 (ББ-1) — «Сухой два», другое название «Ближний бомбардировщик первый» — советский лёгкий бомбардировщик.
- ДБ-3 (ЦКБ-30) — дальний бомбардировщик.
- ДБ-3Ф(Ил-4) — двухмоторный дальний бомбардировщик.
- Р-Z — советский многоцелевой одномоторный самолёт
- Hawker Hurricane — британский одноместный истребитель.

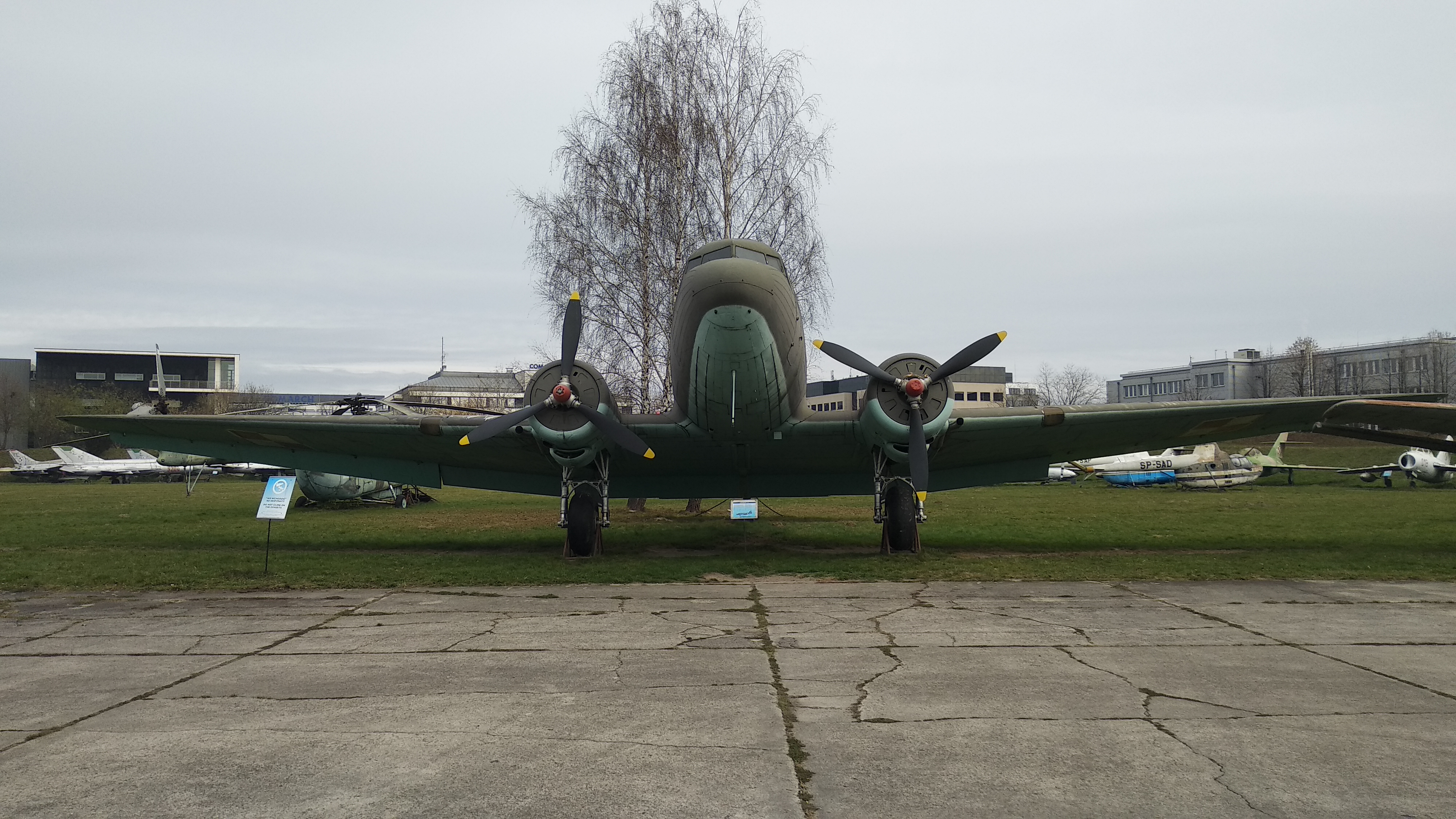
Ли-2
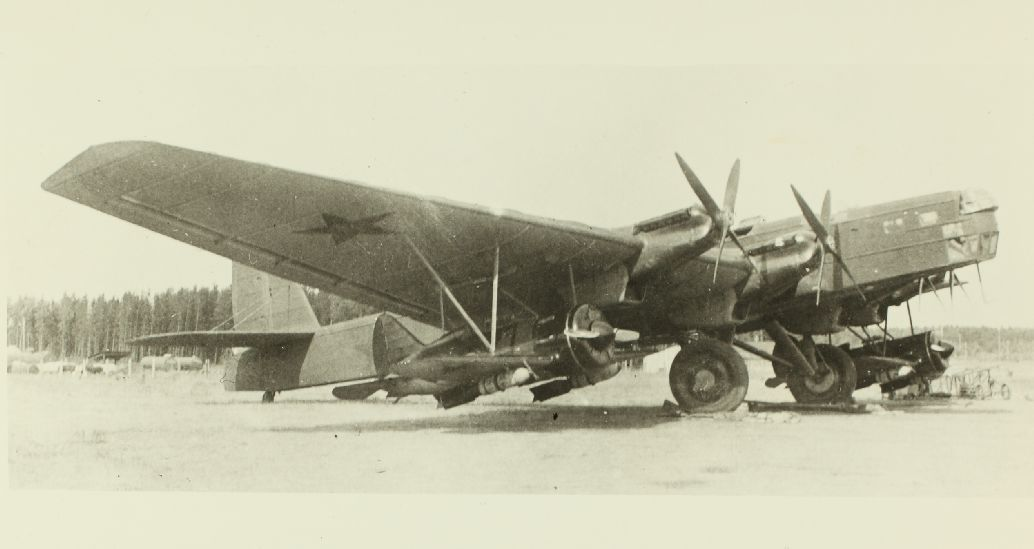
ТБ-3 (АНТ-6)
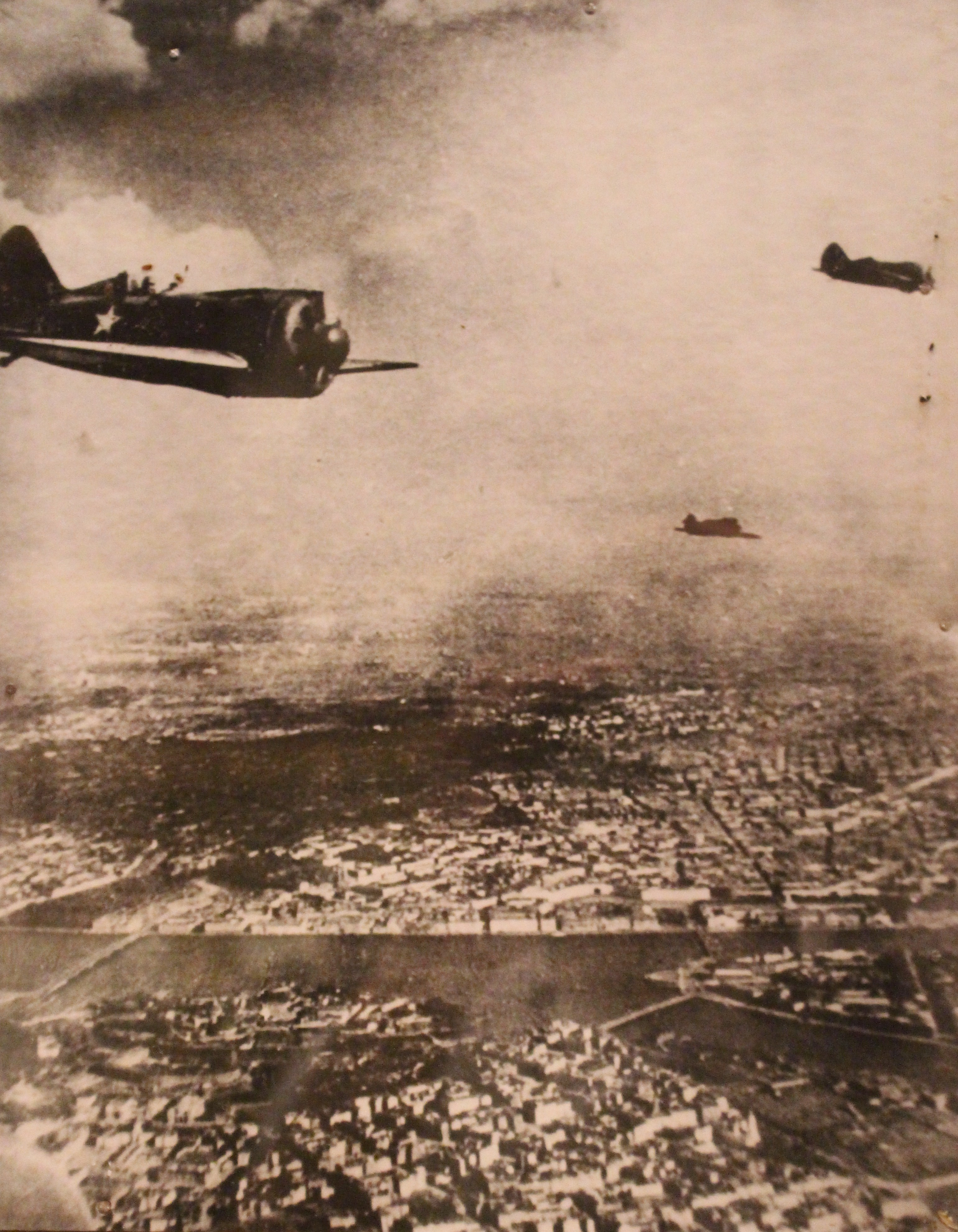
И-16
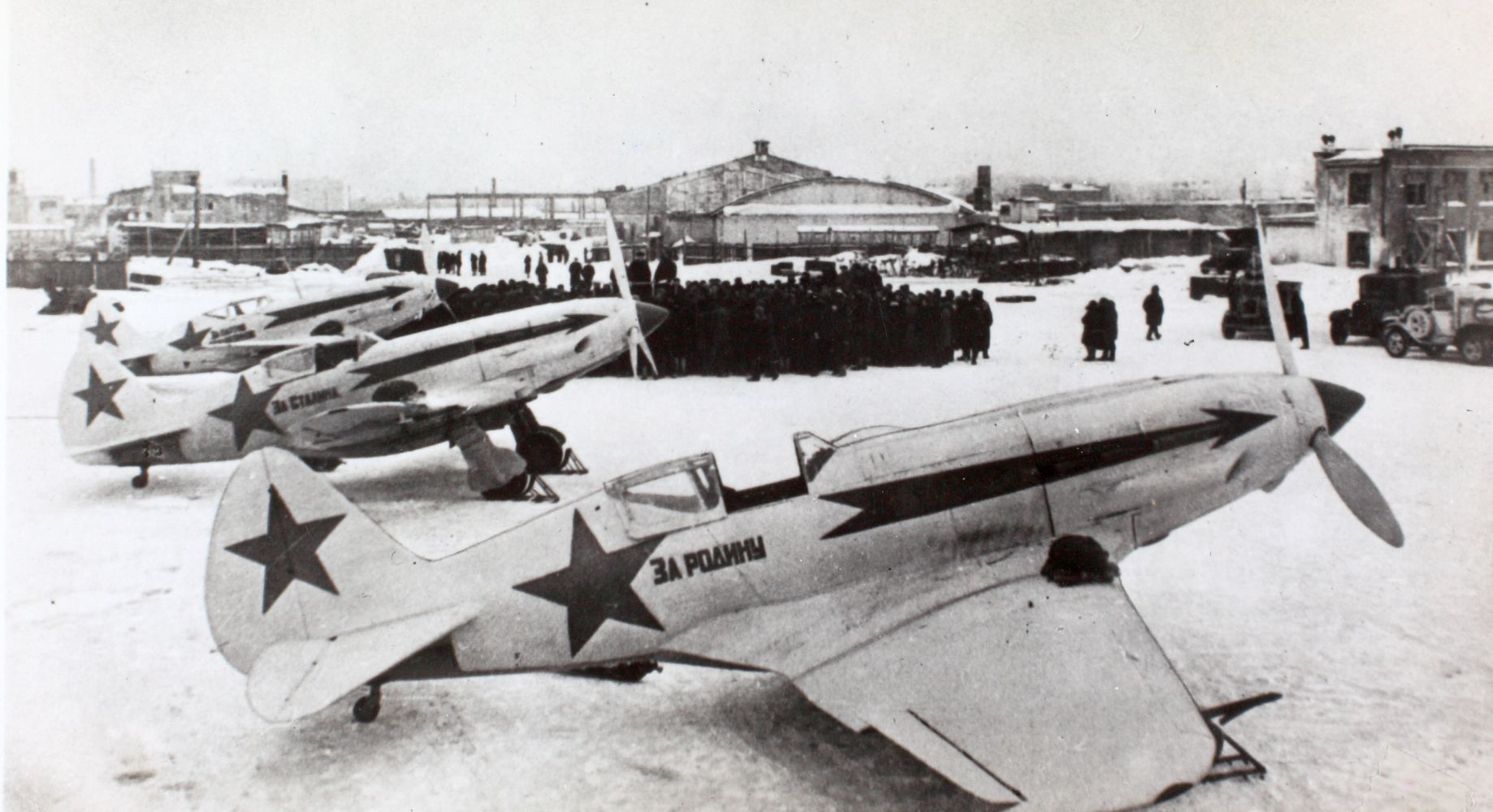
МиГ-3
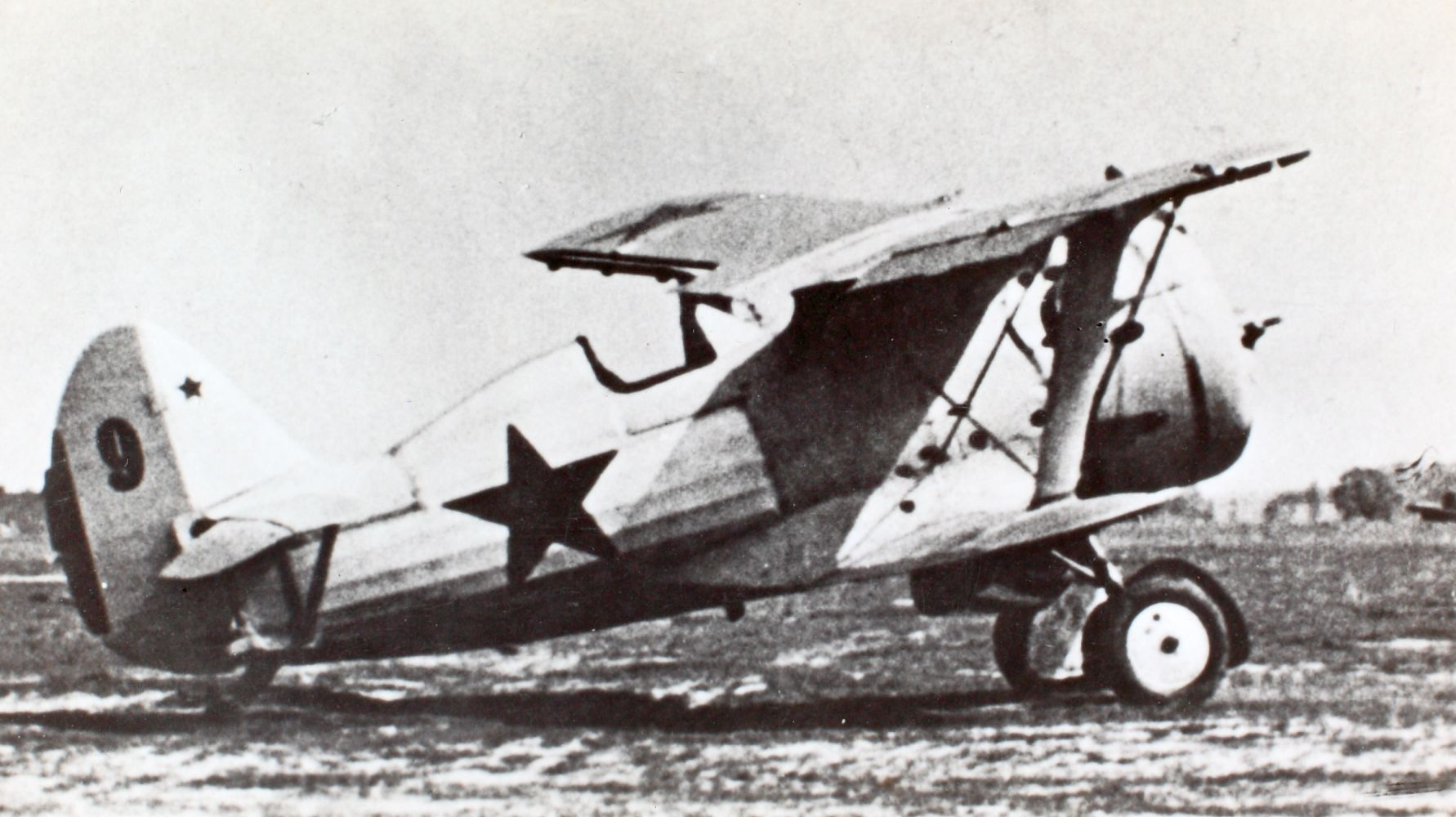
И-153

- Ли-2
- ТБ-3 (АНТ-6)
- И-16
- МиГ-3

## Самолёты Люфтваффе
- Мессершмит
  - Ме-109 — поршневой истребитель-низкоплан.
  - Ме-109Ф
  - Ме-110 — двухмоторный тяжелый истребитель.
- Юнкерс
  - Ю-88 — многоцелевой самолёт.
- Хейнкель
  - Не-111 — немецкий средний бомбардировщик.
- Фокке-Вульф
  - FW-190 — немецкий одноместный одномоторный поршневой истребитель-моноплан.

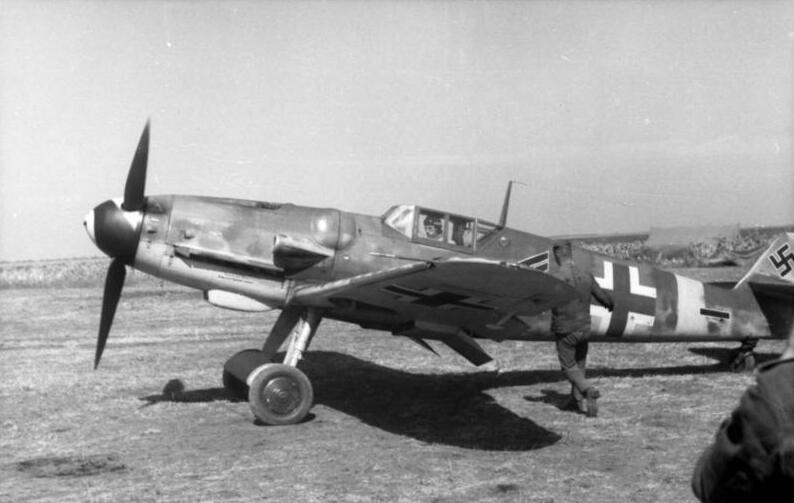
Ме-109
Ме-109
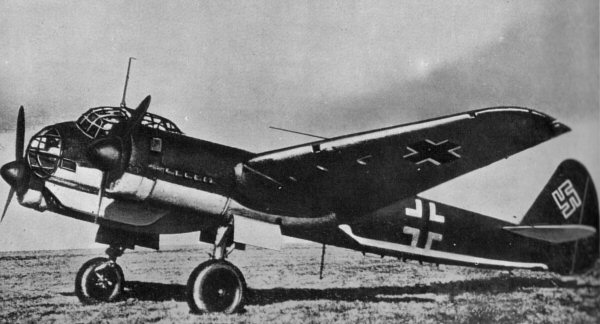
Ю-88
Ю-88

## Личности, связанные с Воздушным мостом блокадного Ленинграда
- С. Д. Рыбальченко — командующий, генерал-полковник авиации.
- А. А. Иванов — заместители командующего, генерал-майор авиации.
- А. Н. Алексеев — начальник штаба армии генерал-майор авиации.
- П. А. Пилютов — лётчик-ас, гвардии полковник. Герой Советского Союза, одержавший 23 воздушных победы.
- Д. А. Жителев — командир 6-й эскадрильи Особой северной авиационной группы в 1941—1942 годах.
- В. П. Лёгостин — комиссар Особой северной авиационной группы.
- К. А. Новиков — командир Ли-2 6-го особого отряда ГВФ. Выполнил сотни рейсов, тысячи часов налёта. Летал в любую погоду, иногда без сопровождения истребителей. Доставлял членов Ставки Верховного главнокомандования. Встречал и проводил до Ленинграда Ли-2 Московской авиагруппы. Вывез из блокадного Ленинграда несколько сотен людей. Отразил более тридцати нападений противника.
- Очнев — летал в любую погоду.
- Литвинов — летал в любую погоду.
- В. В. Пузейкин — майор, командир 127-го истребительного авиационного полка. Опытный боевой лётчик. До переброски на Ленинградский фронт совершил 42 боевых вылета. До этого воевал в Испании, совершив 255 вылетов. Почти вся его семья находилась в блокадном Ленинграде.
- Л. З. Муравицкий — старший лейтенант 127-го полка, Герой Советского Союза.
- Сергей Путяков (с Пузейкиным) — лётчик 127-го полка.
- П. Н. Баранов — командир 286-го истребительного авиационного полка.
- А. Т. Карпов — лётчик-истребитель, командир эскадрильи 123-го (27-го) Выборгского гвардейского истребительного авиационного полка 2-го Ленинградского гвардейского истребительного корпуса ПВО, дважды Герой Советского Союза.
- В. И. Масленников — подполковник Советской Армии, Герой Советского Союза (1944).
- И. С. Черных — советский лётчик, Герой Советского Союза.
- Н. П. Губин — воздушный стрелок-радист 125-го бомбардировочного авиационного полка (Ленинградский фронт), сержант, Герой Советского Союза.
- С. К. Косинов — стрелок-бомбардир 125-го бомбардировочного авиационного полка (2-я смешанная авиационная дивизия, Ленинградский фронт), лейтенант, Герой Советского Союза.
- С. И. Здоровцев — Герой Советского Союза, командир звена 158-го истребительного авиационного полка (39-я истребительная авиационная дивизия, Северный фронт) Ленинградского военного округа.
- П. Я. Лихолетов — командир эскадрильи 159-го истребительной авиационного полка 275-й истребительной авиационной дивизии 13-й воздушной армии Ленинградского фронта, капитан ВВС, Герой Советского Союза (1944).
- И. В. Тихомиров — командир эскадрильи 51-го минно-торпедного авиационного полка (8-я минно-торпедная авиационная дивизия, ВВС Балтийского флота), капитан, Герой Советского Союза.
- В. Ф. Щелоков — командир Ли-2, в составе Особой северной авиационной группы в 1941—1942 годах.

## Постановления ГКО
Текст постановления ГКО от 20.09.1941 № ГКО-692сс «Об организации транспортно-воздушной связи между Москвой и Ленинградом»
ГОСУДАРСТВЕННЫЙ КОМИТЕТ ОБОРОНЫ
ПОСТАНОВЛЕНИЕ № ГКО-692сс
от 20 сентября 1941 года Москва, Кремль
Об установлении транспортной воздушной связи с городом Ленинградом

Государственный Комитет Обороны Союза ССР постановляет:

1. Возложить на Гражданский воздушный флот транспортировку воздушным путём в Ленинград: взрывателей, снарядов, патронов, ВВ, стрелкового вооружения, моторов, средств связи, оптических приборов, дефицитных деталей для боевых машин и цветных металлов и из Ленинграда: танковых пушек Ф-32, радиостанций, телеграфных и телефонных аппаратов, электрооборудования для самолётов, авиаприборов, взрывателей и трубок, оптических приборов и дефицитных деталей для комплектовки М-8 и М-13. Предоставить тов. Хрулёву право определять подробный перечень и количества доставляемых по воздуху предметов в Ленинград и из Ленинграда.

2. Установить объём перевозимых грузов до 1 октября 1941 г. в количестве 100 тонн и с 1 октября 1941 г. — 150 тонн в сутки, из расчёта одного рейса всеми самолётами и двух рейсов половиной всех самолётов.

3. Установить общее количество рейсовых самолётов ПС-84, работающих на этой линии, с 22 сентября — 50 шт. и с 1 октября — 64 шт.

4. Для укомплектования этой линии самолётами ПС-84 обязать ГУГВФ выделить 50 самолётов за счёт изъятия их из других авиагрупп; ВВС НКВМФ немедленно передать ГУГВФ 4 шт. самолётов ПС-84; НКАП сдать 10 самолётов ПС-84, находящихся к 18 сентября на заводе № 84 и, начиная с 18 сентября 1941 г., сдавать все выпускаемые самолёты ПС-84 до 1 октября 1941 г. только Главному Управлению Гражданского Воздушного Флота.

5. С 22 сентября 1941 г. установить рейсы до Ленинграда с Московских аэродромов. С 25 сентября установить рейсы со следующих аэродромов базирования:

Великое Село — 10 самолётов ПС-84

Большой Двор — 10 " " 

Шибенец — 10 " " 

Подборовье — 15 " " 

Хвойная — 10 " " 

Кашин — 10 " " 

Базой сосредоточения самолётов, работающих на этой линии, назначить Череповец.

Предоставить т. Хрулёву право менять в отдельных случаях места погрузки и базирования самолётов ПС-84, работающих на этой линии.

6. Обязать ГУ ВВС КА до 25 сентября 1941 г. подготовить перечисленные выше аэродромы для базирования на них самолётов ПС-84.
Подвоз и погрузку грузов на самолёты на этих аэродромах возложить на Главное Управление Тыла Красной Армии.

7. В Ленинграде подвоз грузов, погрузку и охрану их и самолётов возложить на Командующего войсками Ленинградского фронта тов. Жукова.
8. Обязать Командующего ВВС Красной Армии т. Жигарева снять с Резервного, Западного и Ленинградского фронтов до 30 самолётов И-153 и И-16, сосредоточить их к 23 сентября на аэродромы Кайвакса и Плеханово с задачей сопровождения воздушных транспортов в Ленинград и обратно.

С 22 до 24 сентября 1941 г. сопровождение полностью осуществлять распоряжением Военного Совета Ленинградского фронта.
Обязать истребительные подразделения, выделенные для сопровождения самолётов ПС-84, выполнять все требования по их сопровождению ответственных работников ГУГВФ, находящихся в пунктах базирования истребителей.

9. Обязать тов. Пересыпкина поставить Гражданскому Воздушному флоту для установки связи между аэродромами 9 передвижных радиостанций типа РАФ к 25 сентября 1941 г.
Для монтажа этих радиостанций обязать Наркомсредмаш в двухдневный срок выделить за счёт фондов НКО 9 шасси ЗИС-5.
10. Установить, что вылеты и прилёты самолётов ПС-84 в Ленинграде и на аэродромах базирования производятся без предварительных заявок и гарантий по линии ПВО, но по определённым маршрутам и сигналам с самолётов в указанных пунктах, устанавливаемых в Ленинграде — Командующим фронтом и в Москве — Начальником Московской зоны ПВО.

— Председатель ГКО И. В. Сталин